# Список высших учебных заведений Ставропольского края
В список высших учебных заведений Ставропольского края включены образовательные учреждения высшего и высшего профессионального образования, находящиеся на территории Ставропольского края и участвовавшие в мониторинге Министерства образования и науки Российской Федерации 2015 года. Этим критериям в Ставропольском крае соответствуют 18 вузов и 36 филиалов.
Филиалы вузов, головные организации которых находятся в иных субъектах федерации, сгруппированы в отдельном списке. Порядок следования элементов списка — алфавитный.
Вузы, лицензия которых не действует на 6 июня 2016 года, отмечены цветом.

## Список высших образовательных учреждений
| Название                                                                          | Категория         | Год основания | Месторасположение | Число студентов |
| --------------------------------------------------------------------------------- | ----------------- | ------------- | ----------------- | --------------- |
| Ессентукский институт управления, бизнеса и права                                 | негосударственный | 1993          | Ессентуки         |                 |
| Институт Дружбы народов Кавказа                                                   | негосударственный | 1993          | Ставрополь        | 1712            |
| Институт экономики и управления                                                   | негосударственный | 1996          | Пятигорск         |                 |
| Кисловодский гуманитарно-технический институт                                     | негосударственный | 1992          | Кисловодск        | 556             |
| Кисловодский институт экономики и права                                           | негосударственный | 1994          | Кисловодск        | 1025            |
| Невинномысский государственный гуманитарно-технический институт                   | государственный   | 1998          | Невинномысск      | 4587            |
| Невинномысский институт экономики, управления и права                             | негосударственный | 1997          | Невинномысск      |                 |
| Пятигорский государственный университет                                           | государственный   | 1939          | Пятигорск         | 4126            |
| Ставропольский университет                                                        | негосударственный | 1997          | Ставрополь        | 1883            |
| Северо-Кавказский гуманитарный институт                                           | негосударственный | 1995          | Ставрополь        | 510             |
| Северо-Кавказский социальный институт                                             | негосударственный | 1992          | Ставрополь        | 1053            |
| Северо-Кавказский федеральный университет                                         | государственный   | 2012          | Ставрополь        | 18276           |
| Ставропольский государственный аграрный университет                               | государственный   | 1930          | Ставрополь        | 11914           |
| Ставропольский государственный медицинский университет                            | государственный   | 1937          | Ставрополь        | 4325            |
| Ставропольский государственный педагогический институт                            | государственный   | 1967          | Ставрополь        | 2905            |
| Ставропольский институт бизнеса и технологий «Бизнестранс»                        | негосударственный |               | Ставрополь        |                 |
| Ставропольский институт имени В. Д. Чурсина                                       | негосударственный | 1992          | Ставрополь        |                 |
| Ставропольский институт непрерывного медицинского и фармацевтического образования | негосударственный | 2009          | Ставрополь        |                 |

## Список филиалов высших образовательных учреждений
| Название | Категория         | Год основания | Месторасположение | Месторасположение головной организации | Число студентов |
| --- | ----------------- | ------------- | ----------------- | -------------------------------------- | --------------- |
| Будённовский филиал Института Дружбы народов Кавказа                                                            | негосударственный | 2002          | Будённовск        | Ставрополь                             | 957             |
| Институт сервиса и технологий (филиал Донского государственного технического университета)                      | государственный   | 1998          | Пятигорск         | Ростов-на-Дону                         | 1241            |
| Институт сервиса, туризма и дизайна (филиал Северо-Кавказского федерального университета)                       | государственный   | 1907 2012     | Пятигорск         | Ставрополь                             | 6488            |
| Кавминводский институт (филиал Южно-Российского государственного политехнического университета)                 | государственный   |               | Георгиевск        | Новочеркасск                           | 558             |
| Кисловодский филиал Московского государственного института индустрии туризма                                    | государственный   | 1996          | Кисловодск        | Москва                                 | 122             |
| Невинномысский технологический институт (филиал Северо-Кавказского федерального университета)                   | государственный   | 1965 2012     | Невинномысск      | Ставрополь                             | 853             |
| Пятигорский медико-фармацевтический институт (филиал Волгоградского государственного медицинского университета) | государственный   | 1943          | Пятигорск         | Волгоград                              | 4336            |
| Светлоградский филиал Института Дружбы народов Кавказа                                                          | негосударственный | 2007          | Светлоград        | Ставрополь                             | 692             |
| Северо-Кавказский институт (филиал Российской академии народного хозяйства и государственной службы)            | государственный   | 1994          | Пятигорск         | Москва                                 | 966             |
| Северо-Кавказский филиал Белгородского государственного технологического университета                           | государственный   | 1998          | Минеральные Воды  | Белгород                               | 798             |
| Северо-Кавказский филиал Московского автомобильно-дорожного государственного технического университета          | государственный   | 2005          | Лермонтов         | Москва                                 | 501             |
| Северо-Кавказский филиал Московского гуманитарно-экономического института                                       | негосударственный | 1997          | Минеральные Воды  | Москва                                 | 3191            |
| Ставропольский институт кооперации (филиал Белгородского университета кооперации, экономики и права)            | негосударственный | 1964          | Ставрополь        | Белгород                               | 1955            |
| Ставропольский филиал Московского государственного гуманитарного университета имени М. А. Шолохова              | государственный   |               | Ставрополь        | Москва                                 |                 |
| Ставропольский филиал Московского гуманитарно-экономического института                                          | негосударственный | 1997          | Ставрополь        | Москва                                 |                 |
| Ставропольский филиал Московского института предпринимательства и права                                         | негосударственный |               | Ставрополь        | Москва                                 |                 |
| Ставропольский филиал Российского университета дружбы народов                                                   | государственный   |               | Ставрополь        | Москва                                 |                 |
| Ставропольский филиал Российской академии народного хозяйства и государственной службы                          | государственный   | 2001          | Ставрополь        | Москва                                 | 930             |
| Ставропольский филиал Южно-Российского гуманитарного института                                                  | негосударственный | 1998          | Ставрополь        | Ростов-на-Дону                         |                 |
| Технологический институт сервиса (филиал Донского государственного технического университета)                   | государственный   | 1999          | Ставрополь        | Ростов-на-Дону                         |                 |
| Филиал в Будённовске Ставропольского государственного педагогического института                                 | государственный   | 1931          | Будённовск        | Ставрополь                             | 714             |
| Филиал в Георгиевске Российского государственного гуманитарного университета                                    | государственный   | 2000          | Георгиевск        | Москва                                 |                 |
| Филиал в Георгиевске Ростовского государственного экономического университета                                   | государственный   | 1997          | Георгиевск        | Ростов-на-Дону                         |                 |
| Филиал в Ессентуках Российского университета дружбы народов                                                     | государственный   | 1999          | Ессентуки         | Москва                                 |                 |
| Филиал в Ессентуках Ставропольского государственного педагогического института                                  | государственный   | 1986          | Ессентуки         | Ставрополь                             | 1166            |
| Филиал в Железноводске Ставропольского государственного педагогического института                               | государственный   | 2007          | Железноводск      | Ставрополь                             | 827             |
| Филиал в Железноводске Южного федерального университета                                                         | государственный   |               | Железноводск      | Ростов-на-Дону                         | 108             |
| Филиал в Кисловодске Российского государственного социального университета                                      | государственный   |               | Кисловодск        | Москва                                 | 415             |
| Филиал в Кисловодске Ростовского государственного экономического университета                                   | государственный   | 1997          | Кисловодск        | Ростов-на-Дону                         | 425             |
| Филиал в Минеральных Водах Московского института предпринимательства и права                                    | негосударственный |               | Минеральные Воды  | Москва                                 |                 |
| Филиал в Минеральных Водах Ростовского государственного университета путей сообщения                            | государственный   | 1997          | Минеральные Воды  | Ростов-на-Дону                         | 408             |
| Филиал в Пятигорске Российского государственного социального университета                                       | государственный   | 1995          | Пятигорск         | Москва                                 | 709             |
| Филиал в Пятигорске Российского экономического университета имени Г. В. Плеханова                               | государственный   | 1907          | Пятигорск         | Москва                                 | 1837            |
| Филиал в Пятигорске Ставропольского института имени В. Д. Чурсина                                               | негосударственный |               | Пятигорск         | Ставрополь                             |                 |
| Филиал в Ставрополе Московского технологического университета (МГУПИ)                                           | государственный   |               | Ставрополь        | Москва                                 |                 |
| Филиал в Ставрополе Российского государственного социального университета                                       | государственный   | 1993          | Ставрополь        | Москва                                 | 1583            |